# Excuseer
Excuseer is een lied van de Algerijns-Franse rapper Boef. Het werd in 2022 als single uitgebracht.

## Achtergrond
Excuseer is geschreven door Jason Mungroop en Sofiane Boussaadia en geproduceerd door JasonXM. Het is een nummer dat past in de genres nederhop en trap. In het lied rapt Boef over geld en succes. Hij vertelt over zijn verleden zonder veel geld en zijn huidige leven waarin hij verslaafd is geraakt aan het hebben en verdienen van geld. Daarnaast rapt hij over hoe hij als man met veel geld zijn luxueuze leven leeft. 

## Hitnoteringen
De artiest had bescheiden succes met het lied in Nederland. Het kwam tot de 21e plaats van de Single Top 100 in de drie weken dat het in deze hitlijst te vinden was. De Top 40 en haar Tipparade werden niet bereikt.